# Villa Paganini (Parma)

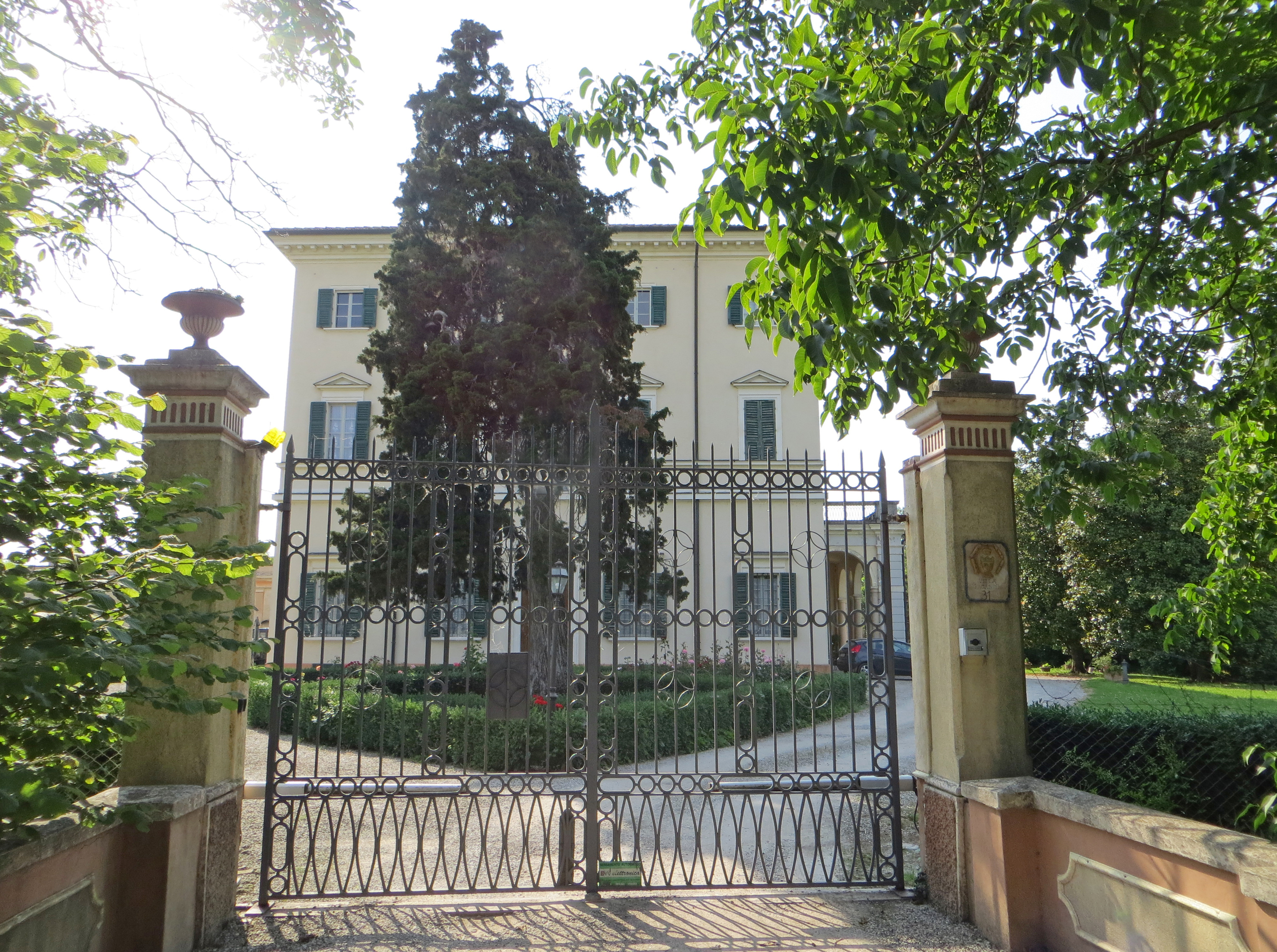
Villa Paganini in Parma vom Eingangstor aus.

Die Villa Paganini, auch Villa Gaione genannt, ist ein klassizistisches Landhaus in einem großen englischen Landschaftsgarten in der Strada Gaione 31 in Gaione, einem Ortsteil von Parma in der italienischen Region Emilia-Romagna. Dort ist der Sitz des ‚‚Istituto San Giovanni Battista‘‘.

## Geschichte

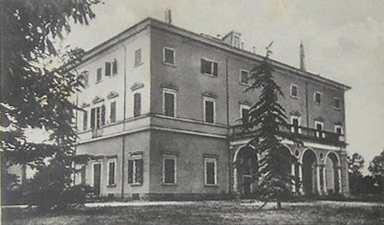
Die Villa um 1940

Das Landhaus wurde zwischen 1820 und 1825 errichtet, und zwar als Sommerresidenz des Grafen Giuseppe Castellinard. Dieser war wegen entstandener Schulden 1826 gezwungen, es im Rahmen des „Lotto di Villa Gaione“ dranzugeben, das er selbst gewann.
Die Lotterie war jedenfalls ausreichend, um die ernste, finanzielle Situation des Besitzers zu verbessern, sodass im Jahre 1833 das Landgut mit Stallungen und einem großen Park von mehr als 30 Hektar mit See zum Verkauf angeboten werden konnte. Käufer für 316.802,78 Lire war Niccolò Paganini, der sich auch dazu verpflichtete, die Gläubiger des früheren Eigentümers auszuzahlen. Als die Erweiterungsarbeiten und die Möblierung abgeschlossen waren, zog der Geiger, der sich dort in den Zeiten zwischen zwei Tourneen ausruhen wollte, dorthin um, nur wenige Jahre vor seinem Tod in Nizza im Jahre 1840.
Paganinis Sohn Achille erbte die baulich fast unveränderte Villa und 1931 verkaufte sie Paganinis Enkel Abramo an den Grafen Ernesto Lombardo, der sie wiederum Antonietta Capelli, der Gründerin des Istituto San Giovanni Battista, stiftete. Die religiöse Gesellschaft baute sie ihn ihren eigenen Sitz um; heute finden dort Zusammenkünfte und Konzerte statt.

## Beschreibung

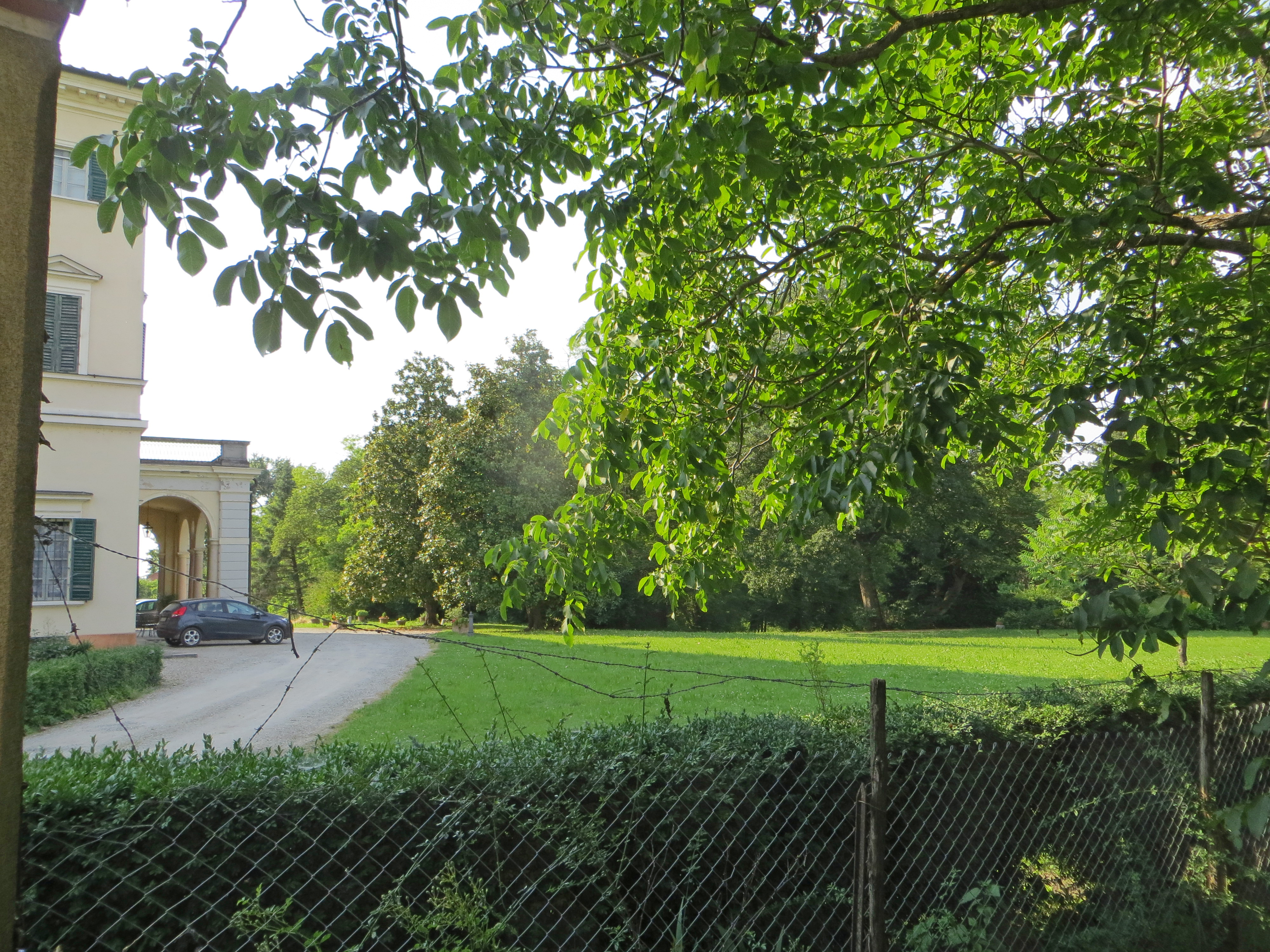
Blick in den Park

Der große Park erstreckt sich zwischen der schmalen Strada Gaione im Osten und dem Cinghio-Bach im Westen; im Norden grenzt er an die Pieve dei Santi Ippolito e Cassiano an. Das Landhaus und die beiden symmetrischen Gebäude der ehemaligen Stallungen, die beiderseits des Hofes

### Landhaus
Die große Villa hat einen rechteckigen Grundriss; der Haupteingang liegt auf der Nordseite, rechtwinklig zur Auffahrt auf die Strada Gaione.
Die lange, symmetrische Hauptfassade, die vollständig verputzt ist, erhebt sich über drei Stockwerke. In der Mitte springt eine Vorhalle mit drei Rundbogenarkaden vor, gestützt von zwei massigen Pfeilern aus falschem Bossenwerk an den Ecken und von zwei Paaren von Säulen mit dorischen Kapitellen in der Mitte. Die gerahmten Fenster sind im ersten Obergeschoss mit Tympana versehen. Nach oben schließt die Fassade ein Traufgesims mit Modillions ab.
Gleiche Ziermotive findet man auch auf den beiden, symmetrischen Seitenfassaden.
Im Inneren des Erdgeschosses liegt der Salotto Rosso, den Niccolò Paganini dazu nutzte, um seine Capricci auf der Geige zu intonieren. Dort findet sich auch eine Kapelle, ein Konferenzsaal und zahlreiche andere Räume, die für die Bedürfnisse der religiösen Gesellschaft hergerichtet sind.

### Park
Der große, ebene Park, der reich an Pflanzen ist, ist heute ein kleiner Teil des enormen Landgutes aus dem 19. Jahrhundert von über 30 Hektar. Ursprünglich gab es nördlich der Villa, vor dem Eingangstor, einen See, der später austrocknete; er wurde vom benachbarten Cinghio-Bach gespeist und war von Fischen und Enten bevölkert. In der Nähe gab es darüber hinaus einen dichten Wald, in dem Hirsche und Rehe lebten.